# Typ 075
Der Typ 075 (nach dem Typschiff auch Hainan-Klasse oder nach NATO-Codename als Yushen-Klasse bezeichnet) ist eine Klasse von bisher vier amphibischen Angriffsschiffen (Hubschrauberträgern) der Marine der Volksrepublik China.

## Einheiten
| Kennung | Name           | Bauwerft                                    | Kiellegung     | Stapellauf         | Indienststellung   | Bemerkungen (Flotte) |
| ------- | -------------- | ------------------------------------------- | -------------- | ------------------ | ------------------ | -------------------- |
| 31      | Hainan (海南)  | Hudong–Zhonghua Shipbuilding (沪东中华造船) | 2018           | 25. September 2019 | 23. April 2021     | aktiv (Südflotte)    |
| 32      | Guangxi (广西) | Hudong–Zhonghua Shipbuilding (沪东中华造船) | September 2019 | 22. April 2020     | 26. Dezember 2021  | aktiv (Ostflotte)    |
| 33      | Anhui (安徽)   | Hudong–Zhonghua Shipbuilding (沪东中华造船) | April 2020     | 29. Januar 2021    | 30. September 2022 | aktiv (Ostflotte)    |
| 34      | Hubei (湖北)   | Hudong–Zhonghua Shipbuilding (沪东中华造船) | –              | 14. Dezember 2023  | 1. August 2025     | aktiv (Südflotte)    |

## Technische Beschreibung

### Rumpf und Antrieb
Der Rumpf eines Schiffes des Typs 075 ist 237 Meter lang, 36 Meter breit und hat bei einer Verdrängung von bis 40.000 Tonnen einen Tiefgang von 8,1 Metern. Der Antrieb erfolgt durch vier 6PC2-6B-Dieselmotoren mt einer Gesamtleistung von 87.000 PS (63.988 kW) bei einer Maximalgeschwindigkeit von 25 Knoten (46 km/h).

### Bewaffnung
Die Bewaffnung der Schiffe der Klasse besteht aus vier Nahbereichsabwehrsystemen. Dies sind zwei 30-mm-Gatling-Kanonen des Typ H/PJ12 oder H/PJ14 und zwei Starter für kurzstrecken Flugabwehrraketen des Typ HQ-10 (je 8 Raketen).
Des Weiteren können bis zu 28 Hubschrauber, drei Typ 726 Luftkissen-Landungsboote, 60 Fahrzeuge und 800 Mann Truppen aufgenommen werden.

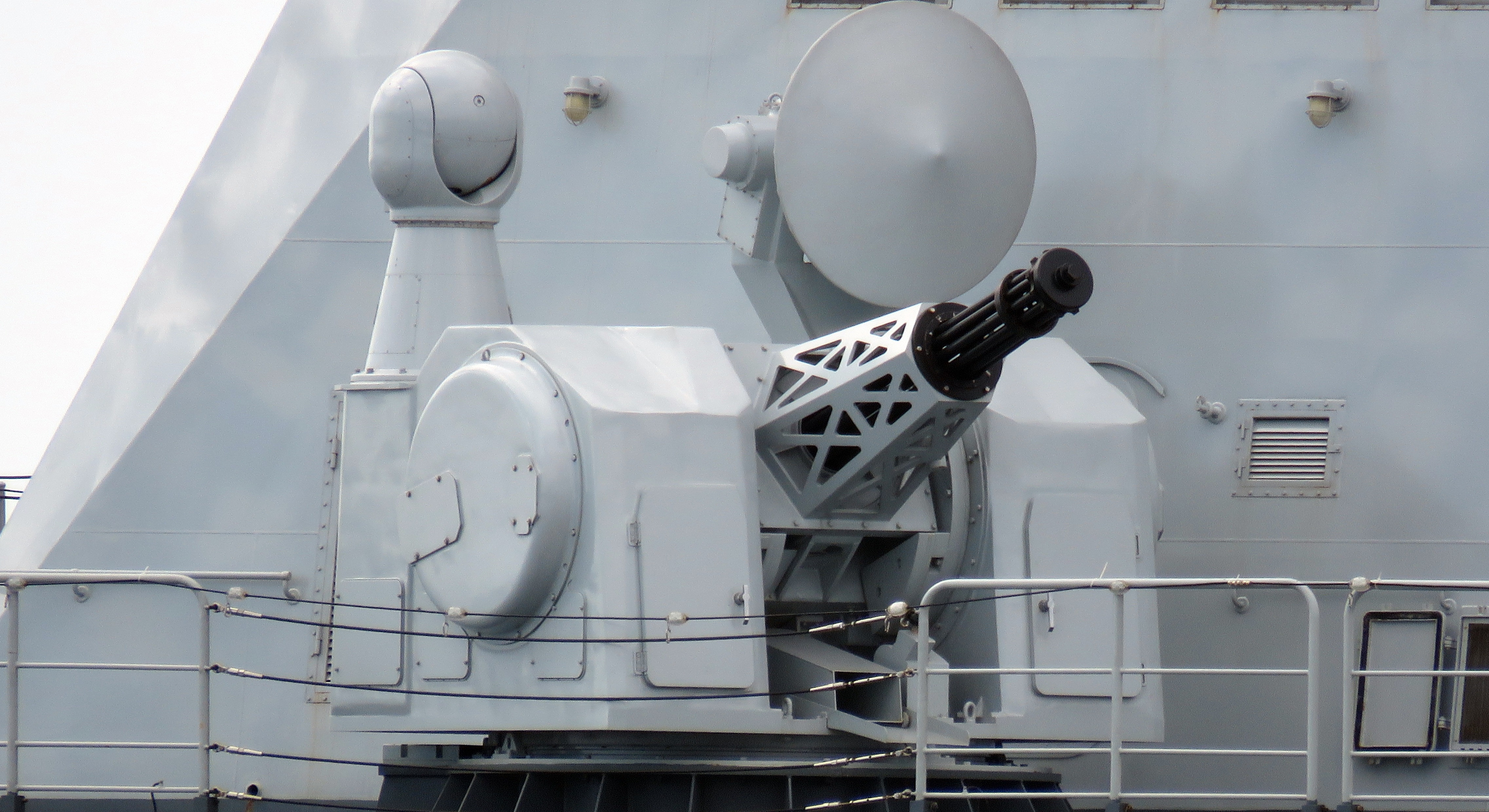
H/PJ14-CIWS
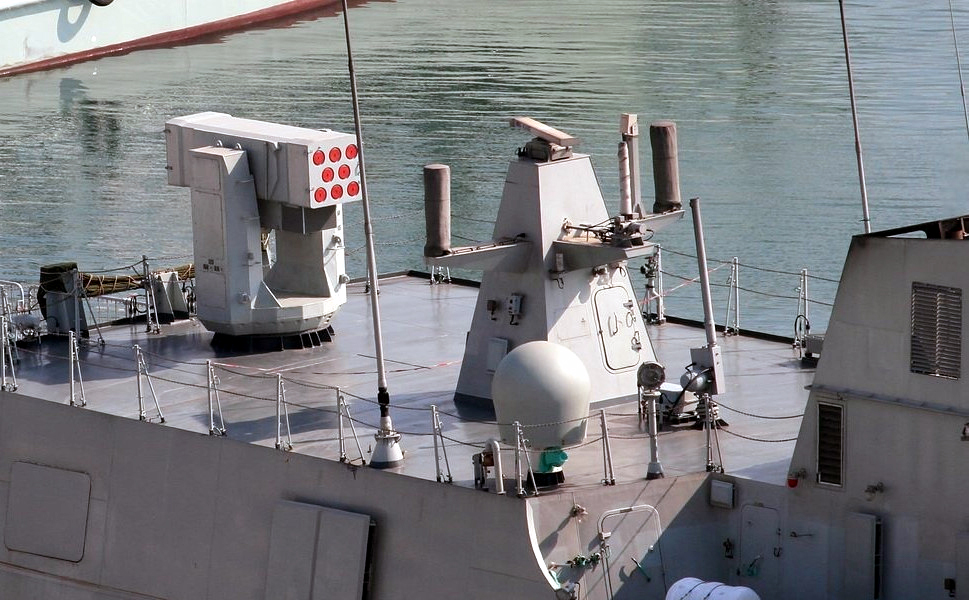
HQ-10-Starter
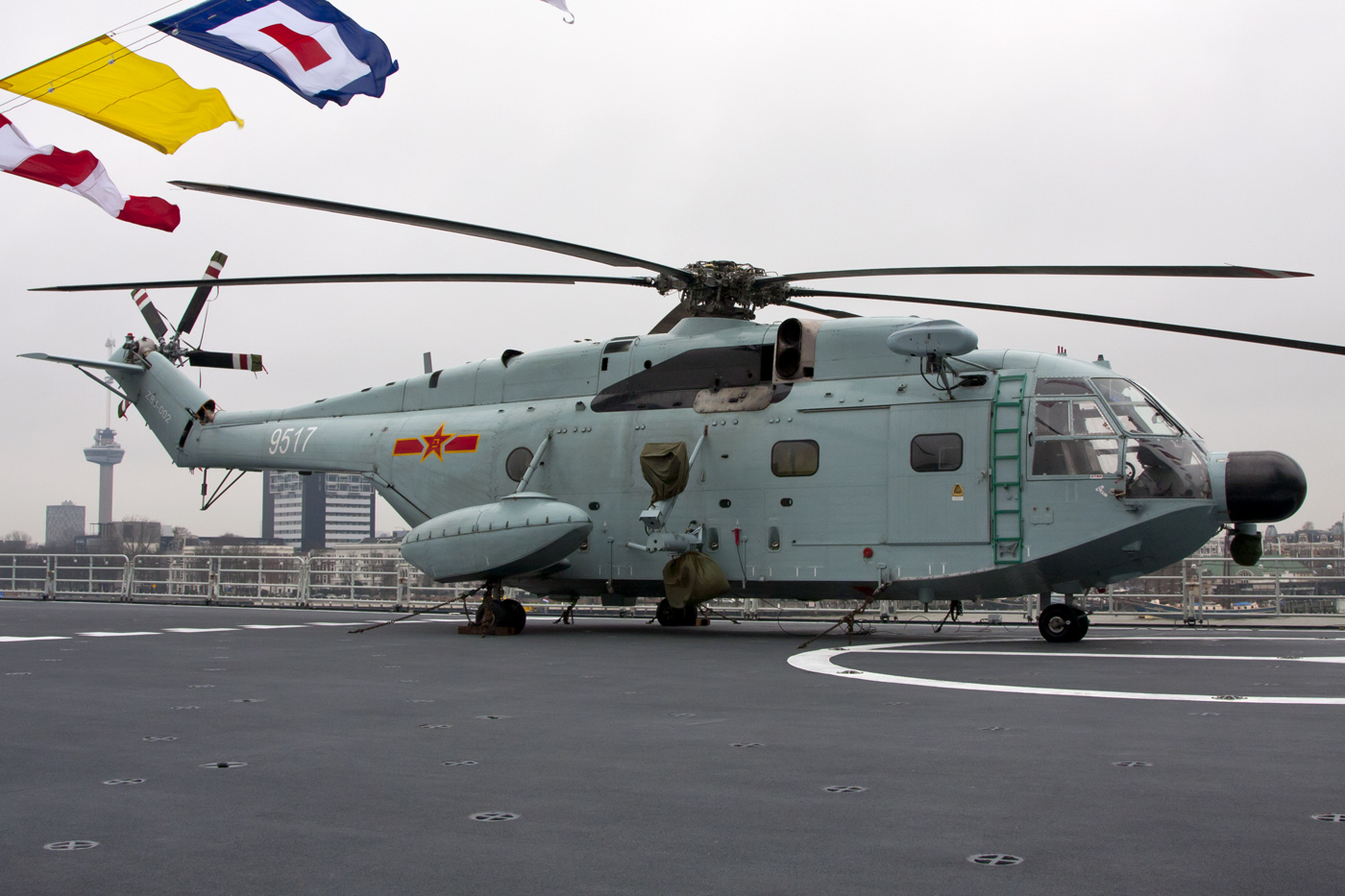
Changhe Z-8J der PLAN
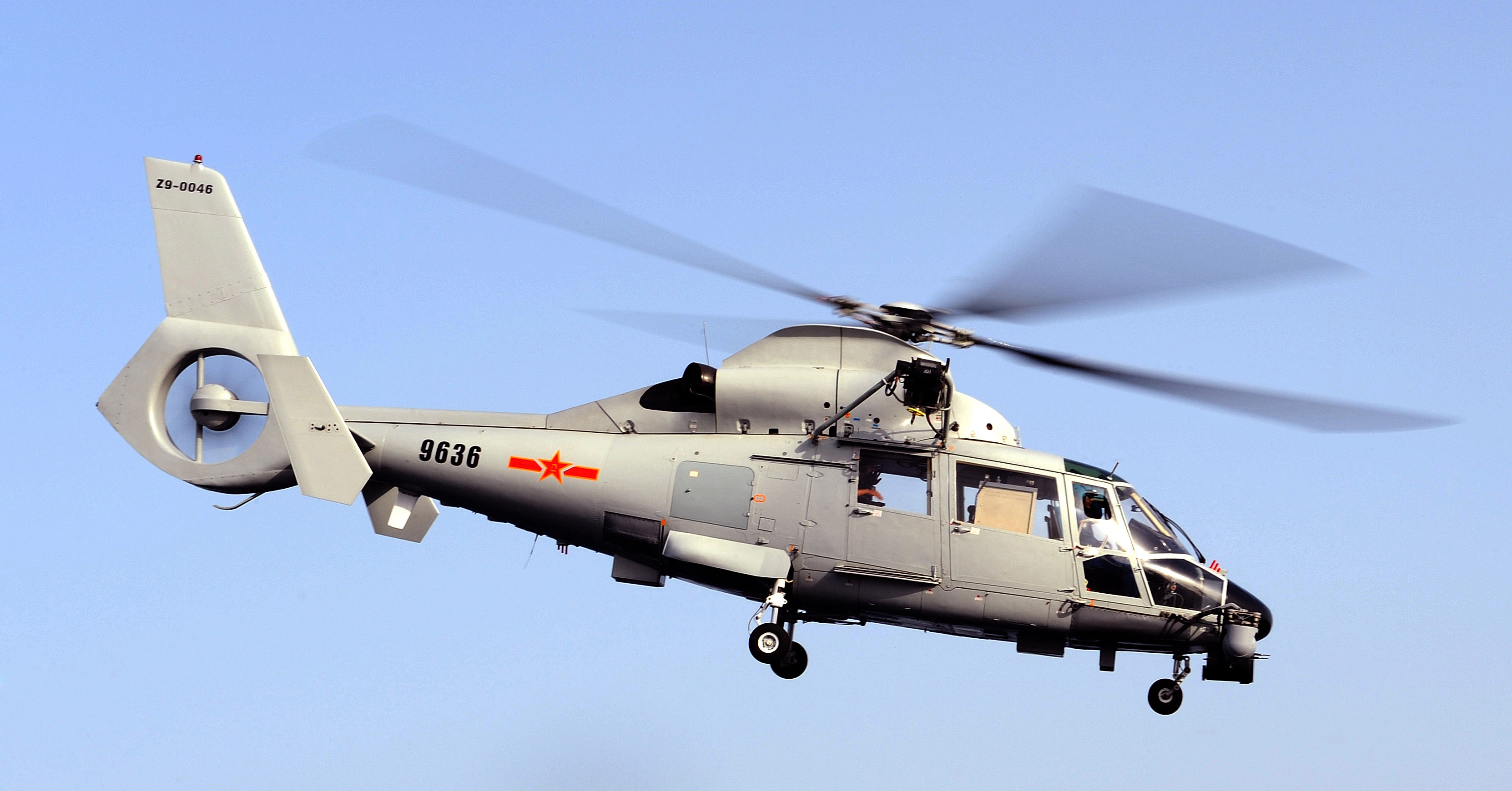
Harbin Z-9 der PLAN